# Étienne Arago

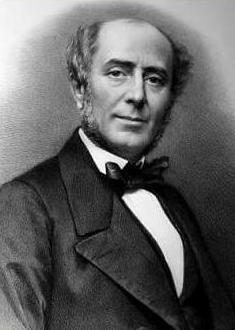
Étienne Arago (1850)

Étienne Arago (* 9. Februar 1802 in Perpignan, Département Pyrénées-Orientales; † 7. März 1892 in Paris) war ein französischer Schriftsteller.

## Leben und Wirken
Arago war der vierte und jüngste Sohn von Bonaventure Arago und dessen Ehefrau. Sein Vater leitete die Münze in Perpignan; seine Brüder waren Jacques, Jean und François.
Seine Schulbildung erhielt Arago u. a. am Collège von Sorèze. Während der Restauration bekam er eine Anstellung als Préparateur chimiste (Chemielaborant) an der École polytechnique in Paris. Politisch interessiert, stand er dem Karbonarismus sehr nahe. Seine Stellung gab er jedoch bald auf, um als Schriftsteller reüssieren zu können.
Zusammen mit anderen – u. a. mit Honoré de Balzac – verfasste er Vaudevilles und Lustspiele und gründete mehrere, meist sehr kurzlebige, literarische Zeitschriften. Daneben konnte er sich unter dem Pseudonym Jules Ferney im Feuilleton der Zeitschrift Le siècle einen Namen machen.
In der Julirevolution von 1830 war Arago mit daran beteiligt, die Bourbonen zu stürzen. Bildliches Zeugnis dieses Umstandes ist Aragos Abbildung als eine der zentralen Figuren in Eugène Delacroix berühmten Bild Die Freiheit führt das Volk. Bereits zuvor hatte er die Leitung des Théâtre du Vaudeville in Paris übernommen und musste mangels Geschäftsinns zehn Jahre später mit ca. 250.000 Franc Schulden Konkurs anmelden. Bis 1872 musste er daran abzahlen. Im darauffolgenden Jahr, 1831, war er maßgeblich an der Gründung der Zeitung La Réforme beteiligt und während der Februarrevolution 1848 betraute man ihn als Chefredakteur mit der Leitung derselben.
Als Abgeordneter des Départements Pyrénées-Orientales vertrat er seine Heimat in der Nationalversammlung; konnte dort aber kaum Erfolge erzielen. Nach der Februarrevolution von 1848 eskalierte nach den Wahlen zur Nationalversammlung im Mai 1848 die Situation und es brach der Juniaufstand aus. Arago sympathisierte mit den Aufständischen und konnte seiner Verhaftung nur durch Fluch nach Belgien entgehen. Dort entstand 1851 Spa, ein Gedicht in sieben Teilen, das als eines seiner besten Werke gilt.
Als am 2. Dezember 1851 der letzte Kaiser der Franzosen, Napoléon III., durch einen Staatsstreich an die Macht kam, betrieb er erfolgreich beim belgischen König Leopold I. die Ausweisung Aragos. Dieser setzte sich nach Großbritannien ab, von wo er später in die Niederlande ging. Schließlich ließ sich Arago in Turin nieder, wo er bis zu seiner Begnadigung 1859 lebte.
Im Herbst 1859 kehrte Arago nach Frankreich zurück und ließ sich in Paris nieder. Kontrovers diskutiert wurde ab Ostern 1862 sein historischer Roman Les Bleus et les Blancs in dem er Kriege in der Vendée thematisierte. Noch größer wurden die Diskussionen um Arago, als er im August desselben Jahres aus dem Pariser Schriftstellerverein austrat.
Als am 5. September 1870 Kaiser Napoléon III. gestürzt worden war, berief die provisorische Regierung (Beginn der Dritten französischen Republik) zum Bürgermeister der Stadt Paris. Arago nahm dieses Amt an und versprach sofort Wahlen für einen neuen Stadtrat. Da er dieses Versprechen nicht einhielt, brachen am 31. Oktober wieder Unruhen aus und er legte dieses Amt wieder nieder.
Auch seinen Sitz in der Nationalversammlung, in die er am 8. Februar 1871 gewählt worden war, gab er schon nach wenigen Tagen wieder auf und zog sich ins Privatleben zurück. Erst 1878 trat er wieder in die Öffentlichkeit, als er das Amt des Archivars der École nationale supérieure des beaux-arts de Paris übernahm und bis an sein Lebensende innehatte.
Vier Wochen nach seinem 90. Geburtstag starb Étienne Arago am 7. März 1892 in Paris und fand dort auch seine letzte Ruhestätte.

## Werke (Auswahl)
- Spa. Son origine, son histoire, ses eaux minérales, ses environs et ses jeux. Brüssel 1851.
- Une voix de l'exil. Poeme. Genf 1860.
- Les Bleus et les Blancs. Paris 1862.
- L'hôtel de ville de Paris au 4 septembre et pendant le siège. Paris 1874 (beschreibt seine Zeit als Bürgermeister von Paris).